# Kogi (estado)
Kogi é um estado da região central da Nigéria. Sua capital é a cidade de Lokoja. Sua população era estimada, em 2005, em 3.595.789 habitantes, numa área de 29.833 km².